# Pleiomorpha
Pleiomorpha là một chi bướm đêm thuộc họ Gracillariidae.

## Các loài
- Pleiomorpha dystacta Vári, 1961
- Pleiomorpha eumeces Vári, 1961
- Pleiomorpha habrogramma Vári, 1961
- Pleiomorpha homotypa Vári, 1961
- Pleiomorpha symmetra Vári, 1961